# Amerikaanse Onafhankelijkheidsverklaring

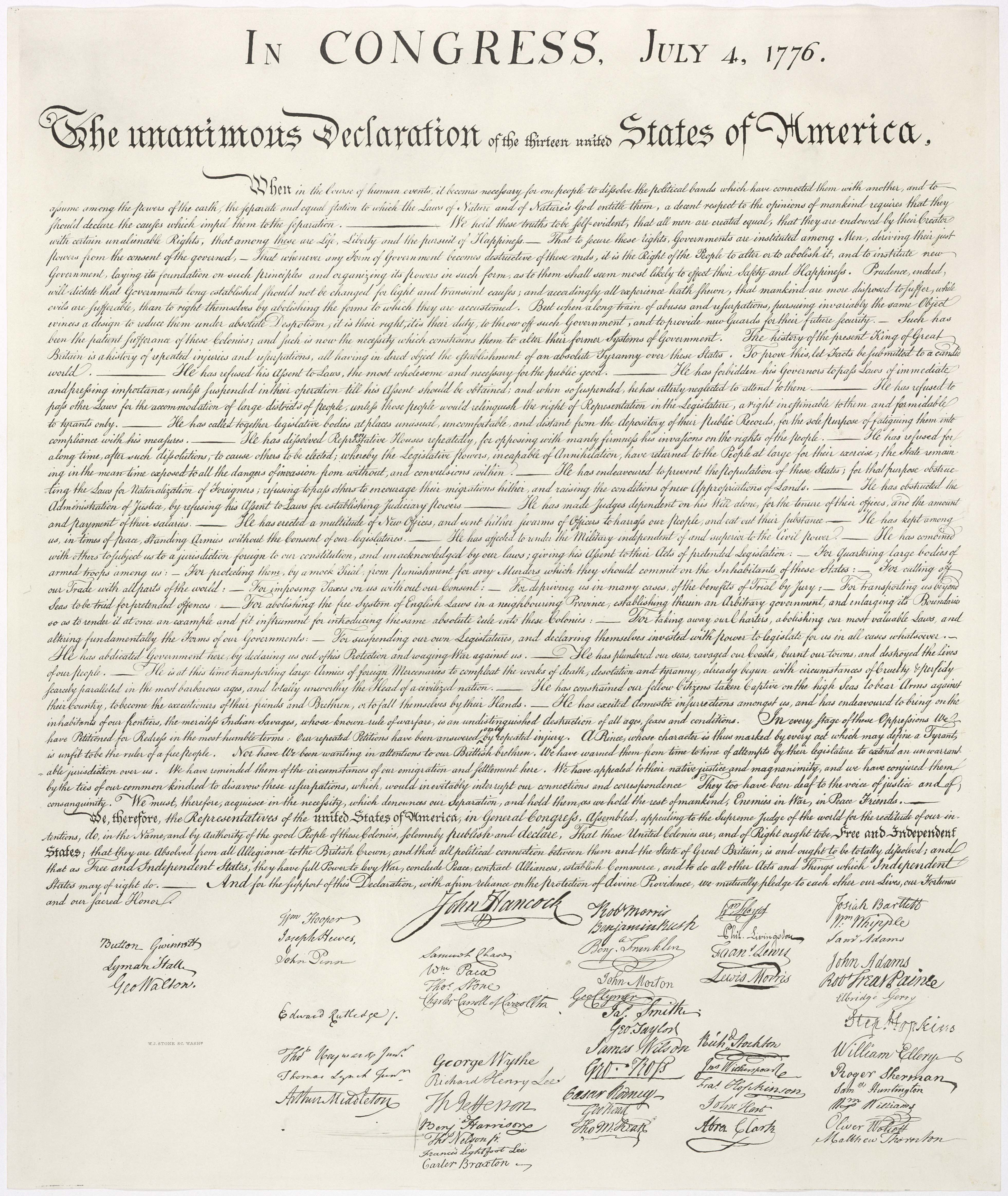
De Amerikaanse Onafhankelijkheidsverklaring zoals die door Timothy Matlack is neergeschreven.

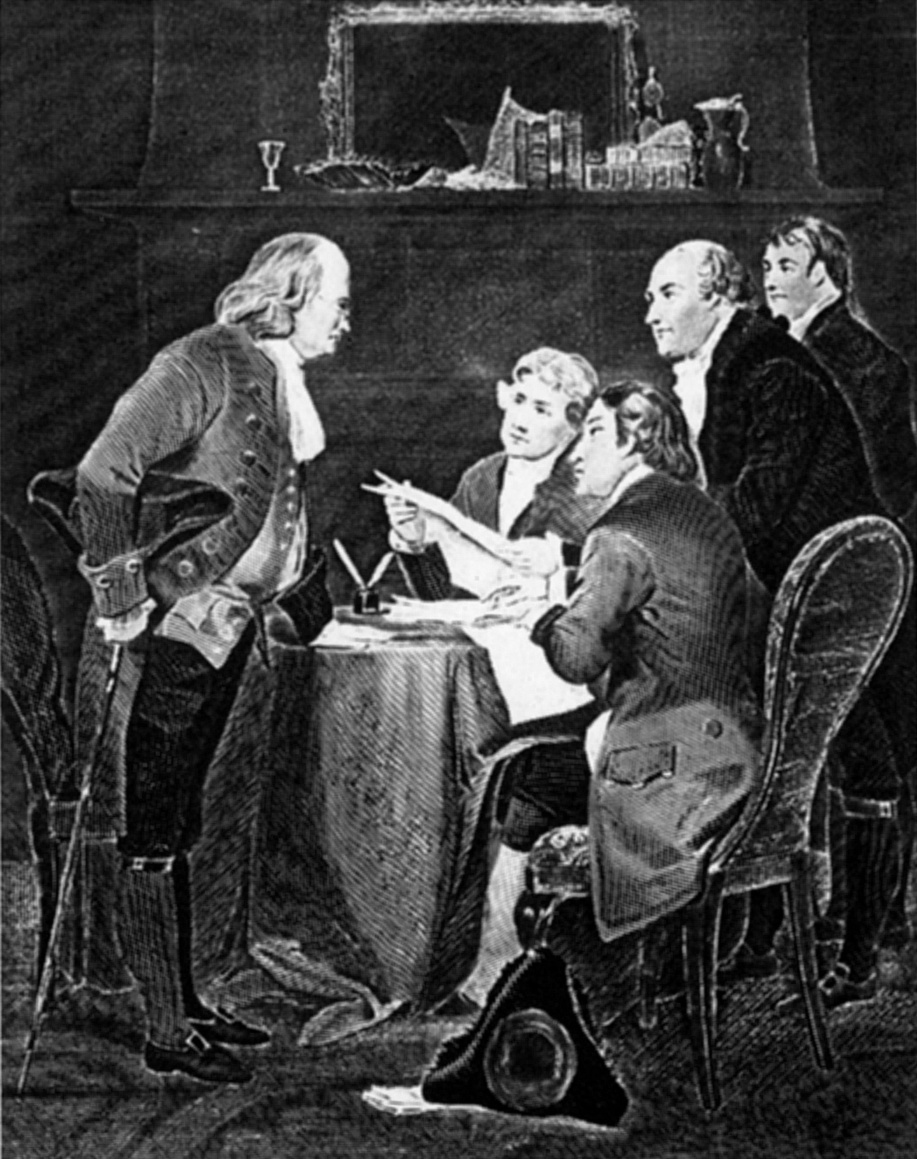
Franklin, Jefferson, Adams, Livingston, en Sherman bij het opstellen van de verklaring in 1776. Gravure naar Alonzo Chappel.

De Amerikaanse Onafhankelijkheidsverklaring (Engels: Declaration of Independence) is de onafhankelijkheidsverklaring van de Dertien koloniën, die werd opgesteld door Thomas Jefferson, John Adams, Benjamin Franklin, Roger Sherman en Robert Livingston en in schoonschrift is uitgeschreven door Timothy Matlack.
De verklaring werd door vertegenwoordigers van 12 van de toen 13 Amerikaanse kolonies aangenomen op 4 juli 1776. De staat New York sloot zich aan bij de Declaration op 9 juli 1776. De verklaring hield de onafhankelijkheid van de Britse monarchie in. Die onafhankelijkheid werd in de verklaring gerechtvaardigd door een aantal "waarheden" die de ondertekenaars vanzelfsprekend achtten: dat alle mensen gelijk geschapen zijn, dat ze door hun schepper zijn uitgerust met bepaalde rechten en dat onder die rechten valt: het recht op leven, op vrijheid en op het nastreven van geluk. Onder de verklaring staan 56 handtekeningen. Eén daarvan is van John Hancock. Hij schreef, naar het verhaal gaat, zijn handtekening zo groot op, dat de Britse Koning hem zonder bril zou kunnen lezen.
Tussen 1775 en 1783 was de Amerikaanse Onafhankelijkheidsoorlog aan de gang in de dertien koloniën aan de oostkust van Amerika. De oorlog werd gevoerd tussen de Amerikaanse inwoners van deze koloniën en de toen nog heersende Britten. De reden voor de oorlog was de wil van de Amerikanen om onafhankelijk te worden.
Op 4 juli vieren de Amerikanen Onafhankelijkheidsdag (Independence Day). Dit is de belangrijkste nationale feestdag van de Verenigde Staten.

## De originele tekst
De inleiding:
When in the Course of human events, it becomes necessary for one people to dissolve the political bands which have connected them with another, and to assume among the powers of the earth, the separate and equal station to which the Laws of Nature and of Nature's God entitle them, a decent respect to the opinions of mankind requires that they should declare the causes which impel them to the separation.
We hold these truths to be self-evident, that all men are created equal, that they are endowed by their Creator with certain unalienable rights, that among these are Life, Liberty and the pursuit of Happiness. – That to secure these rights, Governments are instituted among Men, deriving their just powers from the consent of the governed, – That whenever any Form of Government becomes destructive of these ends, it is the Right of the People to alter or to abolish it, and to institute new Government, laying its foundation on such principles and organizing its powers in such form, as to them shall seem most likely to effect their Safety and Happiness. Prudence, indeed, will dictate that Governments long established should not be changed for light and transient causes; and accordingly all experience hath shewn, that mankind are more disposed to suffer, while evils are sufferable, than to right themselves by abolishing the forms to which they are accustomed. But when a long train of abuses and usurpations, pursuing invariably the same Object evinces a design to reduce them under absolute Despotism, it is their right, it is their duty, to throw off such Government, and to provide new Guards for their future security. – Such has been the patient sufferance of these Colonies; and such is now the necessity which constrains them to alter their former Systems of Government. The history of the present King of Great Britain is a history of repeated injuries and usurpations, all having in direct object the establishment of an absolute Tyranny over these States. To prove this, let Facts be submitted to a candid world.
[Hier volgt een lijst met aantijgingen tegen de koning van Engeland gevolgd door de volgende conclusie] 
We, therefore, the Representatives of the united States of America, in General Congress, Assembled, appealing to the Supreme Judge of the world for the rectitude of our intentions, do, in the Name, and by the Authority of the good People of these Colonies, solemnly publish and declare, That these United Colonies are, and of Right ought to be Free and Independent States; that they are Absolved from all Allegiance to the British Crown, and that all political connection between them and the State of Great Britain, is and ought to be totally dissolved; and that as Free and Independent States, they have full Power to levy War, conclude Peace, contract Alliances, establish Commerce, and to do all other Acts and Things which Independent States may of right do. And for the support of this Declaration, with a firm reliance on the Protection of Divine Providence, we mutually pledge to each other our Lives, our Fortunes and our sacred Honor.

## Slavernij
Onder de aantijgingen die de tekst tegen de Engelse koning maakt, was oorspronkelijk ook een opmerking over de slavenhandel, waartegen de koning nooit is opgetreden. Deze passage, die de uiteindelijke tekst niet haalde, wordt traditioneel gelezen als een verwerping van de slavernij.
In werkelijkheid waren 41 van de 56 ondertekenaars slavenhouders, terwijl koning George III een verklaard tegenstander was van de slavernij. Mogelijk vreesde de grote meerderheid van de ondertekenaars op termijn een Engels verbod op de slavenhandel, dat er inderdaad in 1807 kwam, terwijl afschaffing van de slavernij de nieuwe Verenigde Staten nog meer dan een eeuw verdeeld zou houden.
Een andere visie is echter dat Jefferson, die zelf tot het einde van zijn leven honderden slaven bezat, bang was dat de slavenpopulatie zo groot zou worden dat deze rechteloze groep, 20% van de bevolking (60% in sommige zuidelijke koloniën), simpelweg niet meer in de hand kon worden gehouden.

## Ondertekenaars
Hier de 56 ondertekenaars die hun staat vertegenwoordigden: (van het Noorden naar het Zuiden)
| Staat           | ondertekenaars |
| --------------- | --- |
| New Hampshire:  | Josiah Bartlett, William Whipple, Matthew Thornton                                                                                 |
| Massachusetts:  | Samuel Adams, John Adams, John Hancock, Robert Treat Paine, Elbridge Gerry                                                         |
| Rhode Island:   | Stephen Hopkins, William Ellery |
| Connecticut:    | Roger Sherman, Samuel Huntington, William Williams, Oliver Wolcott                                                                 |
| New York:       | William Floyd, Philip Livingston, Francis Lewis, Lewis Morris                                                                      |
| New Jersey:     | Richard Stockton, John Witherspoon, Francis Hopkinson, John Hart, Abraham Clark                                                    |
| Pennsylvania:   | Robert Morris, Benjamin Rush, Benjamin Franklin, John Morton, George Clymer, James Smith, George Taylor, James Wilson, George Ross |
| Delaware:       | George Read, Caesar Rodney, Thomas McKean                                                                                          |
| Maryland:       | Samuel Chase, William Paca, Thomas Stone, Charles Carroll of Carrollton                                                            |
| Virginia:       | George Wythe, Richard Henry Lee, Thomas Jefferson, Benjamin Harrison V, Thomas Nelson, Jr., Francis Lightfoot Lee, Carter Braxton  |
| North Carolina: | William Hooper, Joseph Hewes, John Penn                                                                                            |
| South Carolina: | Edward Rutledge, Thomas Heyward, Jr., Thomas Lynch, Jr., Arthur Middleton                                                          |
| Georgia:        | Button Gwinnett, Lyman Hall, George Walton                                                                                         |

## Varia
Thomas Jefferson schreef de onafhankelijkheidsverklaring op papier met het watermerk LvG, de initialen van de Veluwse papiermaker Lubbert van Gerrevink, eigenaar van molens bij Vaassen en Apeldoorn.